# Pealerina
Pealerina  — викопний рід форамініфер родини Polymorphinidae, що існував у юрському періоді, 168—165 млн років тому.

## Види
- Pealerina rhomboidalis, Wall, 1960
- Pealerina spatula (Lalicker, 1950)